# 哲尔克尼
哲尔克尼，是匈牙利托尔瑙州所辖的一个村。总面积31.60平方公里，总人口936，人口密度29.6人/平方公里（2011年1月1日）。